# Пирняура
Пирняура (рум. Pârneaura) — село у повіті Караш-Северін в Румунії. Входить до складу комуни Сокол.
Село розташоване на відстані 371 км на захід від Бухареста, 59 км на південний захід від Решиці, 101 км на південь від Тімішоари.

## Населення
За даними перепису населення 2002 року у селі проживали 77 осіб.
Національний склад населення села:
| Національність | Кількість осіб | Відсоток |
| -------------- | -------------- | -------- |
| румуни         | 63             | 81,8%    |
| серби          | 14             | 18,2%    |

Рідною мовою назвали:
| Мова      | Кількість осіб | Відсоток |
| --------- | -------------- | -------- |
| румунська | 63             | 81,8%    |
| сербська  | 14             | 18,2%    |